# Babu会
『babu会』（バブかい）は、2019年から開催されている、渋谷すばるのファンクラブイベント。

## 概要
- 本イベントは、自身のファンクラブ『Subabu』（シュバブ）会員限定のイベントである[4][5]。
  - イベントタイトルも『Subabu』に因んだタイトルとなっている。
- イベント形式は、「vol.0」が上映会イベント形式[注 1]、「vol.1」がライブイベント形式など、様々な形式で開催されている。
- 「vol.0」はあくまで「上映会」と言う名目だった[注 1]ため、無料イベントとして開催された[1]が、「vol.1」からは有料イベントとなった[2]。
- 「vol.0」ではグッズ販売も無かった[1]が、「vol.1」からは本イベントオリジナルのグッズ販売が実施されている[6]。

### 各公演会場
※詳細な日程と会場は各項を参照。
| vol. | 開催年 | 会場 |
| ---- | ------ | --- |
| 0    | 2019年 | なんばHatch（大阪府） 品川ステラボール（東京都）                                                               |
| 1    | 2022年 | Zepp Osaka Bayside（大阪府） KT Zepp Yokohama（神奈川県）                                                      |
| 2    | 2023年 | Zepp Haneda（東京都） Zepp Sapporo（北海道） Zepp Nagoya（愛知県） Zepp Fukuoka（福岡県） Zepp Namba（大阪府） |
| 3    | 2024年 | Zepp Osaka Bayside（大阪府） Zepp DiverCity（東京都）                                                          |

## vol.0
『babu会 vol.0』（バブかい ボリューム0）は、2019年10月8日・9日に開催された、1stアルバム『二歳』の発売を記念した、渋谷すばるのファンクラブイベント。

### 開催概要（vol.0）
- ソロ活動後初のファンクラブイベント。
- 本イベントは、自身の1stアルバム『二歳』初回限定盤の特典DVDに収録されている「アルバム『二歳』制作ドキュメント」と「東南アジアバックパックドキュメント」を鑑賞する、自身のファンクラブ『Shubabu』会員限定の上映会イベントである[1][4][5]。
- 本イベントの発表当初は渋谷本人の出演告知は無く、あくまでも「上映会」とされていたが[7]、イベントの終盤になると流れていた映像がフェードアウトし、突然ドラムのカウントが始まって幕が落ち、そのままサプライズライブへと突入した[7][8]。
- 本イベントにて、独立後初のソロライブツアー『渋谷すばる LIVE TOUR 2020「二歳」』の開催が発表された[7][8][注 2]。

### 公演日程（vol.0）
| 年     | 月   | 日  | 開演時間 | 会場                       |
| ------ | ---- | --- | -------- | -------------------------- |
| 2019年 | 10月 | 8日 | 19:00    | なんばHatch（大阪府）      |
| 2019年 | 10月 | 9日 | 19:00    | 品川ステラボール（東京都） |

### セットリスト（vol.0）
1. ワレワレハニンゲンダ
2. アナグラ生活

## vol.1
『babu会 vol.1』（バブかい ボリューム1）は、2022年4月19日から同年4月27日にかけて開催された、渋谷すばるのファンクラブイベント。

### 開催概要（vol.1）
- 前回『babu会 vol.0』から約2年6か月振りの開催。
- 音楽フェスへの出演はあったが、自身の有観客ワンマンライブ及びイベントを行うのは、ソロライブツアー『渋谷すばる LIVE TOUR 2020「二歳」』の内、新型コロナウイルス「COVID-19」の影響で中止になる前に開催された、福岡・福岡サンパレスホテル&ホール公演（2020年2月26日公演）以来、約2年振りである[9]。
- 本イベントは、渋谷によるトークコーナーとライブコーナーで構成されている[9]。
  - トークコーナーでは、ファンから寄せられた質問に回答するスタイルでトークを繰り広げた[9]。
  - ライブコーナーでは、未発表の新曲2曲を含む本編10曲、アンコール3曲、合計13曲を披露した[9]。
- 前回はグッズ販売は無かったが、本イベントからはグッズ販売を開始し、通信販売もされた[6]。
- 本イベントとの連動企画として、自身の公式サイトにて「スロットくじ」が実施され、イベント会場にて、限定スタンプが押せるスタンプブースが設置された[12]。
- 本イベントの会場では、自身が公式Instagramにも投稿していた、35mmフィルムで撮影した写真を展示する『写真展』が開催された[13]。
  - 撮影した写真は、現像・スキャニング・プリント、全て渋谷自身が一人で手掛けている[13]。
- 2022年4月27日、本イベントの最終公演である神奈川・KT Zepp Yokohama公演が開催された。
  - 同公演の模様が生配信及びアーカイブ配信された[14][15]。
    - 自身の有観客ライブ及びイベントで生配信を行うのは初である。

  - 同公演にて、約2年8か月振りとなるワンマンライブツアー『渋谷すばる LIVE TOUR 2022 二歳と1328日』の開催が発表された[16][9][17][注 3]。
- 2022年5月31日、自身のファンクラブ限定デジタル会報『Shubabu MAGAZINE Vol.05』が公開された[18]。
  - 同会報では、本イベントのライブレポートやイベントに密着したドキュメンタリー映像、前述の写真展で展示された写真などが公開された[18]。

### 公演日程（vol.1）
| 年     | 月  | 日   | 開演時間 | 会場                         |
| ------ | --- | ---- | -------- | ---------------------------- |
| 2022年 | 4月 | 19日 | 19:00    | Zepp Osaka Bayside（大阪府） |
| 2022年 | 4月 | 20日 | 19:00    | Zepp Osaka Bayside（大阪府） |
| 2022年 | 4月 | 26日 | 19:00    | KT Zepp Yokohama（神奈川県） |
| 2022年 | 4月 | 27日 | 19:00    | KT Zepp Yokohama（神奈川県） |

### セットリスト（vol.1）
※出典を参照。
1. これ
2. ワレワレハニンゲンダ
3. BUTT
4. 来ないで
5. 爆音
6. レコード
7. きになる
8. 塊
9. ないしょダンス
10. 素晴らしい世界に

＜アンコール＞
1. たかぶる
2. 風のうた
3. ぼくのうた

### グッズ（vol.1）
※出典を参照。
| グッズタイトル                  | 価格      |
| ------------------------------- | --------- |
| babu会 vol.1 Tシャツ（S・M・L） | 各3,500円 |
| babu会 vol.1 フェイスタオル     | 2,500円   |
| ちびカメキーホルダー            | 2,500円   |
| babu会 vol.1×すば吉 ポスター    | 1,000円   |

## vol.2
『babu会 vol.2』（バブかい ボリューム2）は、2023年4月16日から同年5月6日にかけて開催された、渋谷すばるのファンクラブイベント。『babu会 vol.2 2023.05.06 @Zepp Namba』（バブかい ボリューム2 2023.05.06 アット ゼップ ナンバ）のタイトルで、同年8月4日にWorld artから自身のオフィシャルストアでファンクラブ会員限定で4枚目のライブDVDとして発売された。
公演日程：2023年4月16日 - 5月6日、全5公演

## vol.3
『babu会 vol.3』（バブかい ボリューム3）は、2024年3月19日から同年4月11日にかけて開催された渋谷すばるのファンクラブイベント。

### 開催概要（vol.3）
- 前回『babu会 vol.2』から約1年振りの開催。
- 本イベントでは、自身の冠ラジオ番組『渋谷すばるのスバラDee』（AuDee）とのコラボレーションとして、会場限定のコーナーなどを含めた公開収録が実施された[27]。
  - なお、各公演の公開収録の様子は同番組で後日配信された[27]。

### 公演日程（vol.3）
| 年     | 月  | 日   | 開演時間 | 会場                         |
| ------ | --- | ---- | -------- | ---------------------------- |
| 2024年 | 3月 | 19日 | 19:00    | Zepp Osaka Bayside（大阪府） |
| 2024年 | 3月 | 20日 | 16:00    | Zepp Osaka Bayside（大阪府） |
| 2024年 | 4月 | 10日 | 19:00    | KT Zepp Yokohama（神奈川県） |
| 2024年 | 4月 | 11日 | 19:00    | KT Zepp Yokohama（神奈川県） |

### セットリスト（vol.3）
1. 爆音
2. BUTT
3. ぼーにんげん
4. ベルトコンベアー
5. ぼくのうた
6. ペガサス幻想
7. ワレワレハニンゲンダ
8. 池
9. SWEET MEMORIES
10. キミ

### グッズ（vol.3）
※出典を参照。
| グッズタイトル                 | 価格      |
| ------------------------------ | --------- |
| Tシャツ（M・L・XL）            | 各4,000円 |
| フェイスタオル                 | 2,500円   |
| ソックス（23〜25cm・25〜27cm） | 各1,500円 |
| リップセット                   | 1,200円   |
| クリアケース                   | 1,300円   |
| 合皮かめキーホルダー           | 1,500円   |
| ポップソケッツ                 | 2,000円   |
| ランチトート                   | 2,300円   |